# 高梨秀政
高梨 秀政（たかなし ひでまさ）は、戦国時代の武将。

## 略歴
高梨政頼、あるいは高梨清秀（政頼の叔父、兄弟か）の子として誕生。
高梨氏は信濃国北部の有力国人であったが、政頼の代には甲斐武田氏の信濃進出に押され越後国長尾氏（上杉氏）に従い、従属色を強めていた。秀政は第四次川中島の戦いに参戦し活躍したが、高梨氏の旧領回復はならなかった。
政頼の後半生に不明な部分が多いため、秀政の動静も判然としないが、後に上杉氏から離反したらしく遠江国高天神城の小笠原氏（高天神小笠原氏）に従っている。第一次高天神城の戦いで武田氏と戦ったが敗れ戦死した。